# Црква Свете Тројице (Стараја Руса)
Црква свете Тројице (рус. Церковь Святой Троицы) православни је храм под ингеренцијом Руске православне цркве. Налази се у граду Стараја Руса, на подручју Староруског рејона Новгородске области, на северозападу европског дела Руске Федерације. Црква је посвећена Светој Тројици.
Налази на листи културног наслеђа Руске Федерације под бројем 5310135000.

## Историјат и архитектура
Претеча данашње цркве било је дрвено здање чији тачан датум оснивања није познат, али је познато да је изгорела у пожару 1607. године. На истом месту је 1680. саграђена црква од чврстог материјала, а средства за њену градњу обезбедио је локални трговац Јаков Тверев. У великом пожару који је задесио град 29. јуна 1759. изгорео је већи део храма, а последице пожара саниране су три године касније. До новог оштећења на цркви дошло је 13. јуна 1836. када се у великој олуји која је захватила то подручје урушила купола на северозападној страни, а на зидовима се појавиле велике пукотине. Обновљена је тек 1860. године.
У оквиру цркве деловала је и школа која је након Октобарске револуције 1917. прерасла у класичну четворогодишњу школску установу. У јануару 1930. локалне совјетске власти су један део цркве претвориле у силос за жито, а почетком 1938. црква је у целости национализована и затворена за верски живот. Храм је готово у целости уништен у борбама током Другог светског рата. Црква је враћена назад под ингеренцију Руске православне цркве тек 1996. године.
У архитектонском смислу црква Свете Тројице је типичан пример руске црквене архитектуре из друге половине XVII века. Карактерише је квадратна основа димензија 17x17 метара, троаспидна форма, предворје и богата унутрашња декорација. На крову се налази укупно 5 купола, по једна мања на сваком углу и велика централна купола. Некадашњи звоник висине 32 метра који се налазио недалеко од цркве није сачуван, а његово звоно је претопљено током 1930—их.